# Blodsgillet i Roskilde
Blodsgillet i Roskilde, den 9 augusti 1157, är en dansk parallell till svenska Nyköpings gästabud i Sverige. I båda tillfällena handlar det om livfullt skildrade, svekfulla uppgörelser mellan tre tronpretendenter, under falska förespeglingar om fred. Båda begivenheternas sanningshalt kan ifrågasättas.
Enligt krönikören Saxo hade Sven Grate, Knut Magnusson och Valdemar Knutsson samlats i Knuts kungsgård för en försoningsfest, efter freden i Lolland tidigare samma år vid vilken landet delats mellan de tre.
Sven ska ha planerat att röja sina båda rivaler ur vägen och lät sina män överfalla dem. 
Knut dödades men Valdemar lyckades, med hjälp av fosterbrodern Esbern Snare, fly till Jylland där han gifte sig 
och samlade styrkorna inför det avgörande slaget på Grate hed, den 23 oktober.